# L'amore è un salto di qualità
L'amore è un salto di qualità è un cortometraggio del 1977, girato in super8, opera d'esordio del regista Fulvio Wetzl.

## Trama
Daniele risponde ad un annuncio di una rubrica per cuori solitari, pubblicato su un quotidiano. Telefona a Cristina, la ragazza sudamericana che ha messo l'annuncio. Durante la telefonata, entrambi mettono in luce profondità di carattere e qualità di sensibilità. I due si danno appuntamento a Piazza di Spagna, quella mattina stessa alle 11. Entrambi arrivano all'appuntamento in anticipo, ma per uno strano gioco del destino, si dividono inconsapevolmente la piazza in due parti e non riescono né a vedersi, né ad incontrarsi; non riescono in una parola a superare le loro barriere di egoismo, a fare "il salto di qualità" che comporta l'amore.

## Produzione
Stando alle parole dello stesso regista, Nanni Moretti, conosciuto nel 1976, gli prestò la sua Canon super8 muta con cui aveva girato Io sono un autarchico per permettere di concludere le riprese. La cinepresa era però precedentemente caduta, spostano la parallasse, mostrando nel mirino immagini non corrispondenti a ciò che rimaneva impresso sulla pellicola. Da ciò deriverebbero le inquadrature eccentriche presenti nel corso della pellicola.